# Lord of the Dance
Lord of the Dance (hrv. Gospodar plesa) – irski mjuzikl i plesno-glazbena predstava, koju vodi Michael Flatley. Glazbu za predstavu potpisuje Ronan Hardiman. Temelji se na irskom stepu i irskom folkloru.
Michael Flatley postao je poznati plesač i glumac u predstavi "Riverdance", ali je napustio predstavu 1995., prije premijere u Londonu, zbog neslaganja s vodstvom. Michaelov san bio je postaviti plesnu predstavu za stadione i arene umjesto tradicionalnih kazališta. 
Premijerni nastupi održali su se u kazalištu u Dublinu od 28. lipnja do 1. srpnja 1996. Priča se temelji na sukobi između Gospodara plesa protiv zla gospodara Don Dorcha, koji želi osvojiti Planet Irsku. Jedna od tema je i sukob između ljubavi i požude, kroz ples. Priče se temelje na starom irskom folkloru. U ožujku 1997., isječak iz ove predstave izveden je tijekom ceremonije dodjele Oscara, a od studenog iste godine bila je turneja po SAD-u, Europi, Aziji i Africi. Flatley je potpisao ugovor s Disneyem pa je Lord of the Dance prikazan u Disneyjevim zabavnim parkovima.
Deseta obljetnica proslavljena je u lipnju 2006. u Dublinu. Michael Flatley posljednji je put nastupio u predstavi 28. lipnja 1998. Od tada je umjetnički direktor. Trenutno, postoje tri trupe, koje izvode predstavu. Jedna nastupa u Europi, koja je nastupila i u Hrvatskoj nekoliko puta, te jedna koja nastupa po SAD-u i jedna u Las Vegasu. Do sada su imali nastupe u više od 40 zemalja svijeta.